# Читрагупта
Читрагупта (санскр. चित्रगुप्त, «богатый секретами» или «скрытая картина») — индуистский бог, которому поручено вести полные записи действий людей и наказывать или вознаграждать их в соответствии с их кармой. После их смерти перед Читрагуптой стоит задача решить, куда направить умершего — в Сваргу или Нараку, в зависимости от их действий на земле. Читрагупта — семнадцатый Манаспутра бога-демиурга Брахмы. Считается, что Читрагупта был создан из души и ума Брахмы, и, таким образом, получил право писать Веды, как брахман с обязанностями кшатрия. Читрагупта является спутником Ямы, бога смерти.

## В писаниях

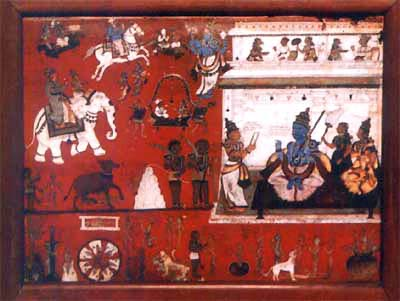
Суд Ямы и ад. Синяя фигура — Яма с Ями и Читрагуптой. Живопись XVII века

- Согласно ведическим писаниям, души людей после смерти получают награды и наказания в соответствии со своими грехами и добродетелями, и поэтому считается, что хорошие и плохие дела людей не проходят бесследно. Души людей после смерти отправляются на Ямалоку, где правят божества, называемые Ямадутами, которые ведут записи действий людей и соответственно отдают им свои долги. Главное божество Ямалоки — Яма, или Ямараджа — правитель Ямалоки и царь законов и Дхармы.

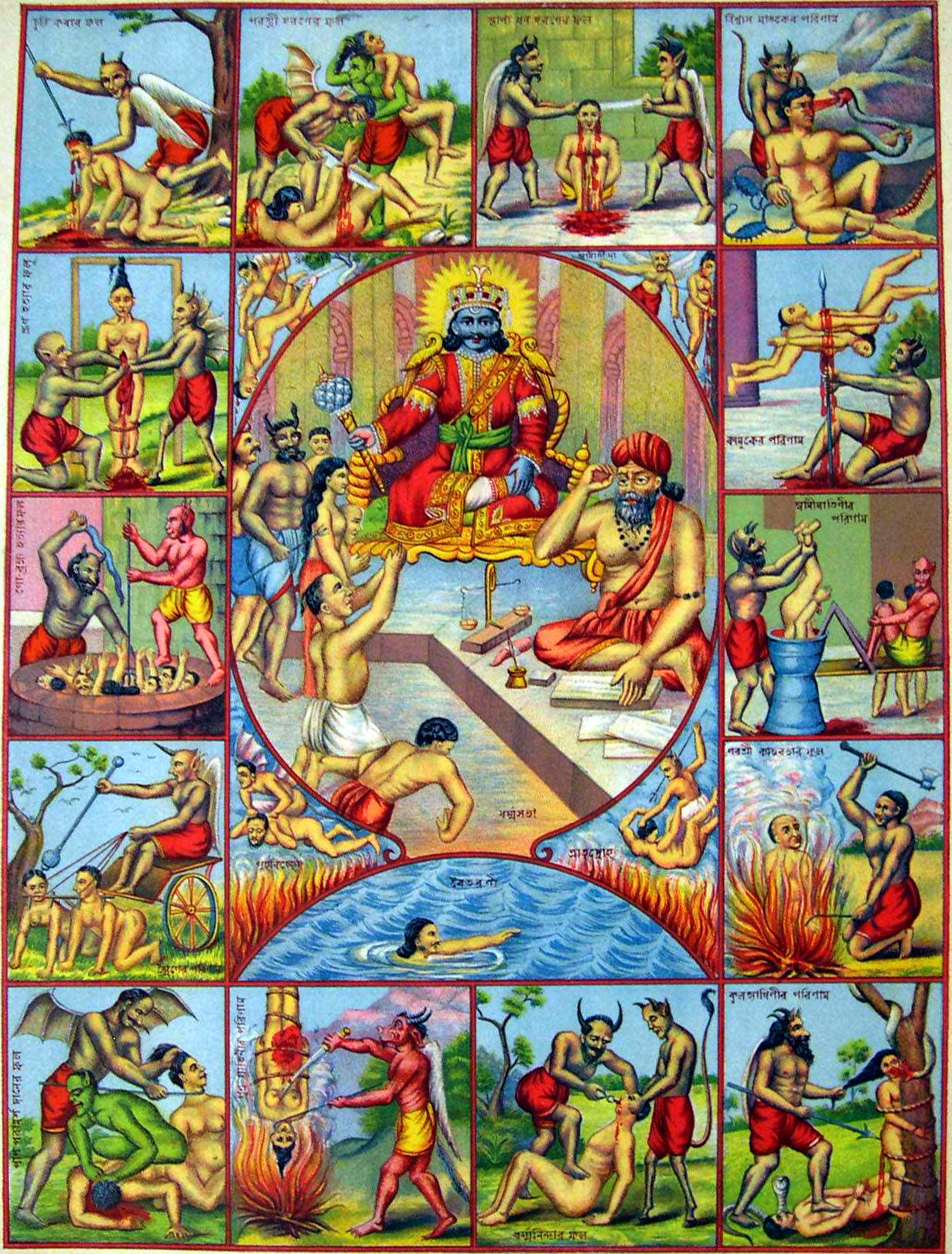
Большая центральная панель изображает Яму, бога смерти. Справа от Ямы сидит Читрагупта, которому поручено вести подробные записи о каждом человеческом существе и после их смерти решать, как они должны перевоплотиться, в зависимости от их предыдущих действий.

- В Яма-самхите, отрывке из 9-й главы Ахилья Камдхену, произведения индуистского закона, говорится, что Дхарамараджа жаловался Брахме на свои трудности в выполнении своих самых ответственных обязанностей по ведению записей о поступках людей и их справедливости. Брахма погрузился в медитацию. Читрагупта вышел из его тела и встал перед ним с чернильницей и ручкой. Бог Брахма сказал: «Поскольку ты произошел из моего тела (на санскрите — кайи), поэтому ты должен называться Каястха, и, поскольку ты существовал в моем теле невидимым, я даю тебе имя Читрагупта. Поддерживай дхарму нынешних кшатриев и их потомков». Затем он принял на себя ответственность за Ямапури. Яма устроил брак своей дочери Собхавати с Читрагуптой. Вайвасвата Ману, сын бога Сурьи, заключил брак своей дочери Нандини с Читрагуптой. У Читрагупты было восемь сыновей от первого и четыре от второго брака. Эти двенадцать сыновей стали прародителями двенадцати подразделений Читрагуптаванси Каястх. Их имена — Саксена, Матхур, Гаур, Нигам, Аштхана, Кулшрестха, Сурьядваджа, Амбастха, Шривастава, Карна и Ваалмик.
- Согласно Падма-пуране, "Читрагупта был помещен рядом с Ямой для регистрации добрых и злых действий всех живых существ, он обладал сверхъестественной мудростью и стал участником жертвоприношений, приносимых богам и огню. По этой причине дваждырожденные всегда приносят ему подношения из своей пищи. Когда он появился из тела Господа Брахмы, его прозвали Каястхой.
- Бхавишья-пурана утверждает, что Бог Творец дал имя и обязанности Читрагупты следующим образом: «Поскольку ты произошел из моего тела, ты будешь называться Каястха и прославишься в мире именем Читрагупта». О, сын мой, пусть твоя резиденция всегда будет в области Бога справедливости с целью определения достоинств и недостатков людей.
- Виньяна-тантра и Брихат Брахма Кханда рассказывает то же самое.
- Гаруда-пурана описывает трон Читрагупты на Ямалоке, проводящий свой суд и управляющий правосудием в соответствии с поступками людей и поддерживающий все свои записи.
- Махабхарата (Анусасан Парва, глава 130) декламирует учение Читрагупты, требующее от людей совершать добродетельные и милосердные поступки и выполняя Ягью, говоря, что мужчины награждаются или наказываются в соответствии с их хорошими или плохими делами.

## Легенды
Читрагупта возник после того, как Брахма, создатель, установил четыре варны — Брахманы (жрецы), Кшатрии (воины), Вайшьи (торговцы и фермеры) и Шудра (работники) — поручил Яме вести учёт деяний — хороших и плохих — всех форм жизни, рождённых и родившихся на земле, на небесах вверху или на землях внизу. Яма, однако, пожаловался: «О Господь, как я могу один вести учет деяний существ, целых 84 00
 000 видов во всех трех мирах».
Затем Брахма сотворил Читрагуптуприказал ему вершить правосудие и наказать тех, кто нарушал дхарму.
В Гаруда Пуране Читрагупта называется «дарителем букв».
В легендах Читрагупта, а также в ведах он упоминается как величайший царь, а все остальные называются «раджиками», то есть маленькие цари.
Ригведа упоминает обращение к Читрагупте перед принесением жертвы. Существует также специальное воззвание к Читрагупте как Дхармарадже (Владыке Справедливости), которое совершается во время шраддхи или других ритуалов: «Om tat purushaya vidmahe Chitragupta dhimahi tena lekha prachodayata».
Считается, что Читрагупта родился в человеческом обличье в Каяте в Удджайне, который также является важным археологическим памятником со свидетельством культур, восходящих к более чем 2000 году до н. э. Так же там есть храм, посвященный ему.
Читрагупта — это Атхи Деватай для Кету, одного из наваграхов. Тому, кто поклоняется Читрагупте, будет даровано процветание и избежание бед.

## Храмы

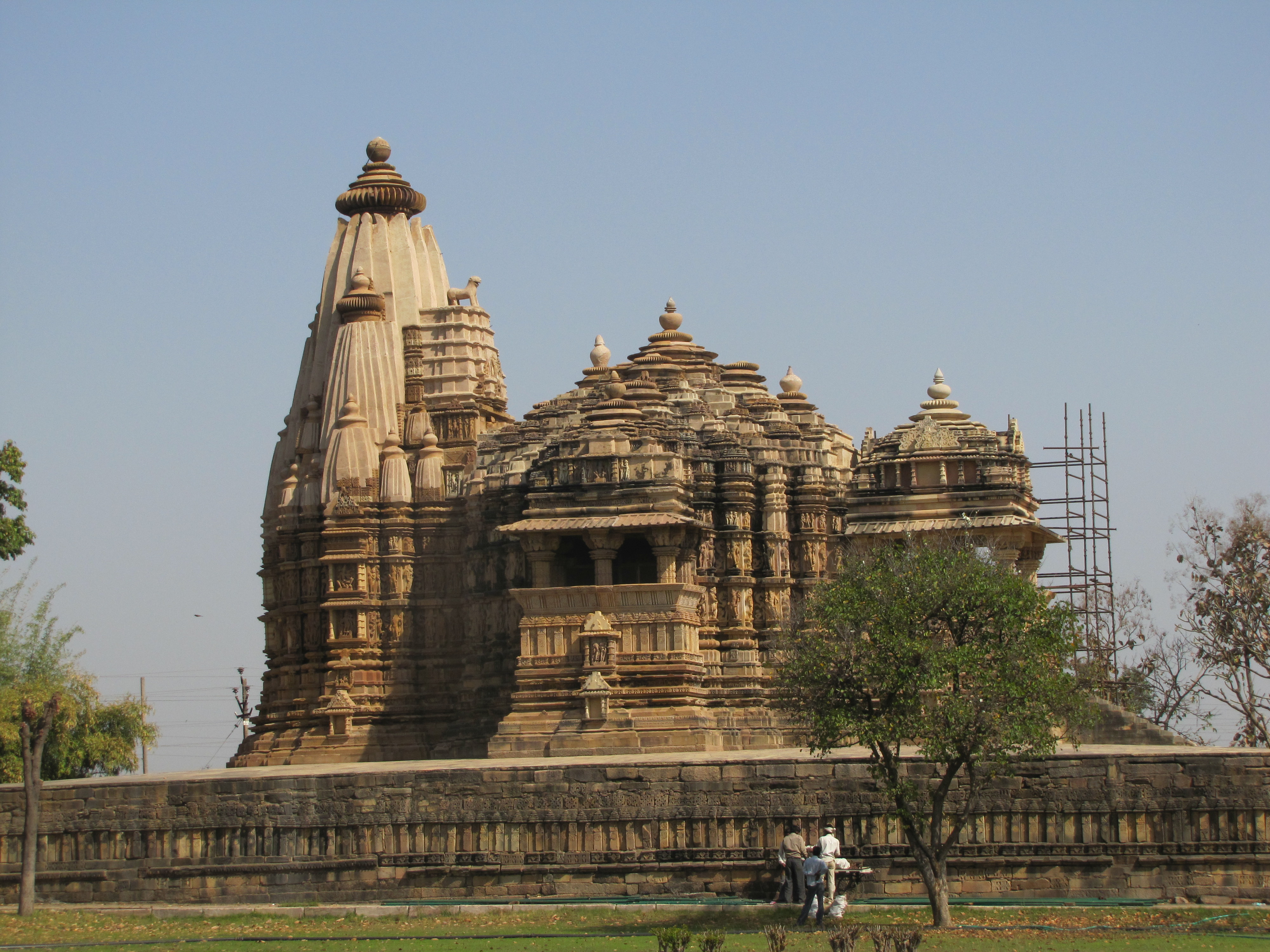
Кхаджурахо Индия, Храм Читрагупты

Есть множество храмов, посвященных Читрагупте. Известные примеры включают:
- Храм Читрагупта, Кхаджурахо, Мадхья-Прадеш
- Храм Читрагупта, Каята, Удджайн, Мадхья-Прадеш — Считается, что Читрагупта родился в человеческом обличье в Каяте в Удджайне, который также является важным археологическим памятником с свидетельствами культур, восходящих к более чем 4000-летним традициям, с храмом, посвященным ему.<undefined /><undefined />[5]

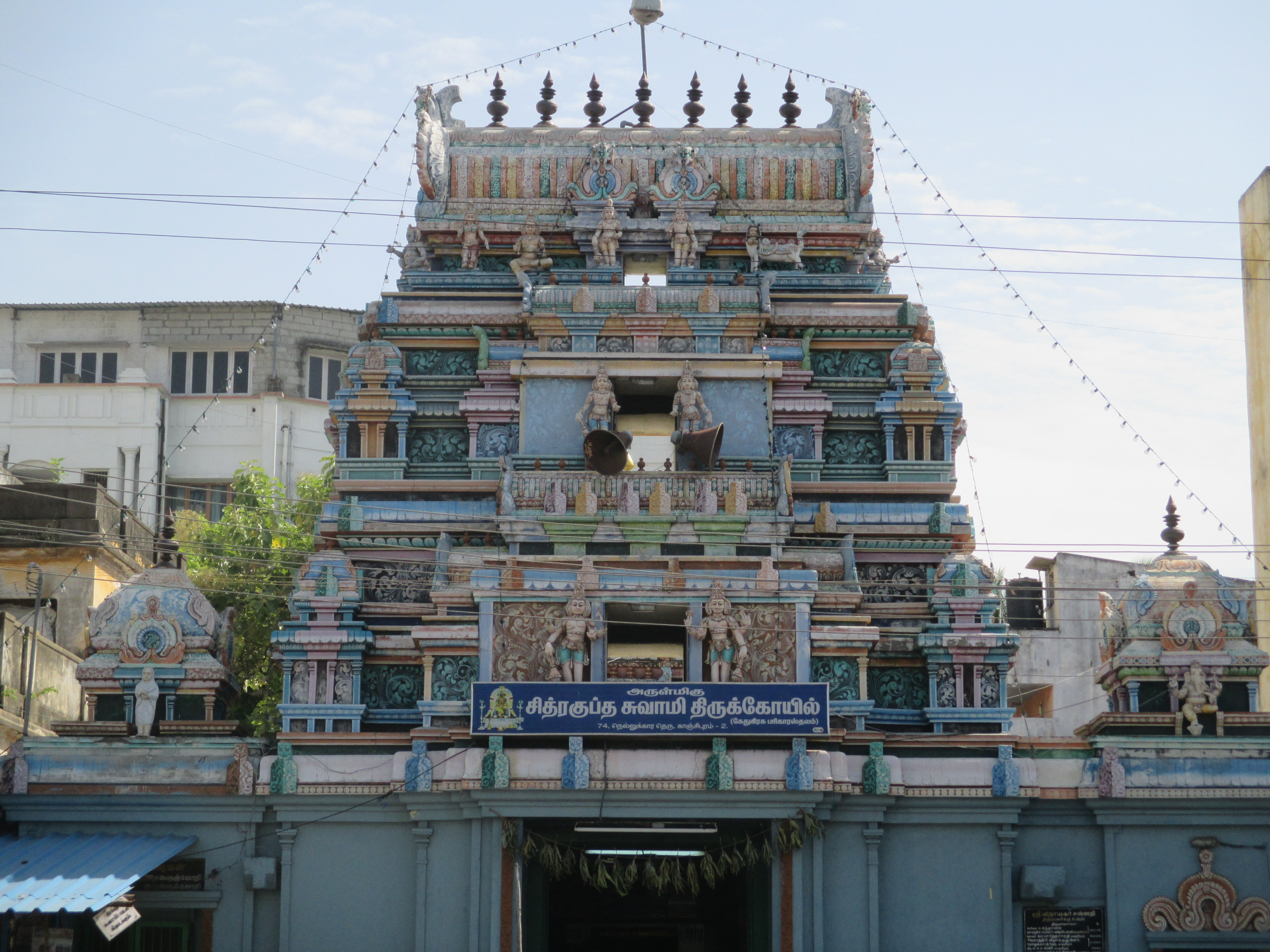
Храм Читрагупты, Канчипурам

- Храм Читрагупта, Канчипурам, Тамил Наду — старейший храм в Южной Индии, посвященный Читрагупте. Археологи подтвердили на основании надписей, что храм был построен в IX веке средневековыми Чолами [6][7].
- Читрагупта Девалаям, Бхатджи Нагар, Фалакнума, Хайдарабад.

## В популярной культуре
- Ям Хайн Хум — индийский сериал на Саб Тв.
- Дхармакшетра — индийский сериал на Эпик Чэннел